# Łabunia
Łabunia – struga, lewobrzeżny dopływ Rekowej o długości 3,29 km i powierzchni zlewni 11,8 km².
Struga płynie w woj. zachodniopomorskim, w gminie Resko po Równinie Gryfickiej. Źródła Łabuni znajdują się na północny zachód od wsi Łabuń Wielki, skąd płynie ona na północ. Na wschód od osady Porąbka odbija na wschód i uchodzi do Rekowej od lewego brzegu.